# Jürgen Blin
Jürgen Blin (* 24. April 1943 in Burg auf Fehmarn; † 7. Mai 2022 in Reinbek) war ein deutscher Schwergewichtsboxer. Er war Europameister im Schwergewicht und galt zu Beginn der 1970er Jahre als bester Berufsboxer Deutschlands.

## Leben

### Kindheit und Jugend
Jürgen Blin war der Sohn eines Melkers, der alkoholkrank war. Er musste seinem Vater oft beim Melken helfen und wurde in der Schule gehänselt, weil er nach der morgendlichen Arbeit im Stall nach Kuhmist roch. In seiner Kindheit musste die Familie häufig umziehen, Blin wuchs zeitweise in Scharbeutz, Reinfeld und Großensee auf. Im Alter von 14 Jahren ging er eigenmächtig nach Hamburg, arbeitete zunächst als Schiffsjunge in der Seefahrt, absolvierte schließlich eine Fleischerlehre und wurde Fleischermeister. Während dieser Zeit begann er mit dem Training in einer Boxschule, die sich gegenüber der Schlachterei befand.

### Karriere
Blin boxte unter anderem beim Hamburger Verein HBC Heros. 1962 gewann er den Hamburger Meistertitel, 1964 wurde er Deutscher Amateurmeister im Schwergewicht. Da er die Qualifikation für die Olympischen Spiele verpasst hatte, wechselte er noch im selben Jahr in das Profilager. Den größten Teil seiner Karriere boxte er mit weniger als 90 kg Gewicht und wäre damit nach heutigen Maßstäben in der Cruisergewichtsklasse einzuordnen.
Nach sechs Siegen in Folge musste Blin im Juni 1965 seine erste Niederlage einstecken, als er in Oslo gegen Ray Patterson verlor.
Im November 1966 kämpfte Blin erstmals um die deutsche Meisterschaft, in Köln trat er gegen den erfahrenen Rechtsausleger Gerhard Zech an. Der mit 104 Kilogramm deutlich schwerere Zech (Blin wog damals 83 Kilogramm) blieb durch das Unentschieden vor mehr als 5000 Zuschauern Titelträger, das galt als Fehlurteil, denn Blin war der bessere Mann gewesen. In der Halle kam es zu lautstarken Missfallensrufen von Zuschauern, Flaschen wurden in den Ring geworfen. Im Februar 1967 kam es erneut zum Duell Blin gegen Zech, das abermals in Köln ausgetragen wurde. Wiederum endete der Kampf unentschieden. Blin hatte zunächst Vorteile besessen und Zech bereits in der ersten Runde zu Boden geschlagen. Doch der Titelverteidiger kam im Laufe des Wettkampfes besser zurecht, auch ihm gelang dann, seinen Gegner auf die Bretter zu schicken.
Im Mai 1968 gewann Blin, der von Fritz Wiene als Manager betreut wurde, schließlich im dritten Anlauf durch einen Punktsieg über Zech den Deutschen Meistertitel. Das diesmal in der West-Berliner Deutschlandhalle ausgetragene Duell wurde wie die vorherigen Kämpfe der beiden zu einer „gnadenlose[n] Schlacht“. Blin überzeugte die Punktrichter insbesondere durch eine starke Leistung in den letzten Runden und erhielt nachher großes Lob für seine Moral und seinen Kampfgeist. So schnell werde er den Titel nun nicht mehr hergeben, kündigte Blin nach dem Sieg an. Bereits sechs Monate später verlor er den Titel in seiner ersten Titelverteidigung jedoch an Peter Weiland. 1969 gelangen ihm Siege über Norbert Grupe und erneut Zech. Er müsse rationeller boxen, seine Kräfte besser einteilen und konzentrierter schlagen, sah Blin nach seinem Sieg über Ray Patterson (gegen den er 1965 seine erste Profiniederlage erlitten hatte) im Februar 1970 Verbesserungsbedarf bei sich selbst.
Blins erster Anlauf auf die Europameisterschaft verlief mit Hindernissen und war nicht von Erfolg gekrönt. Der im Juni 1970 an einem Freitagabend angesetzte Kampf gegen Europameister José Manuel Ibar, genannt Urtain, musste verschoben werden, da der Ring in der Stierkampfarena von Barcelona bei einem Regenguss nass geworden war. Urtain gewann nach Punkten, dem Deutschen habe „zum Schluss nur ein einziger gezielter Hieb zum Triumph“ gefehlt, Blin habe mindestens ein Unentschieden verdient gehabt und mit seiner guten Leistung „alle Zweifler beschämt“, lautete die Einschätzung des Berichterstatters Horst Schüler. In der zehnten Runde war erst Urtain, dann Blin zu Boden gegangen, beide richteten sich aber wieder auf. Blins Manager Wiene sprach angesichts des Urteils von „spanischem Schwindel“, sein Trainer Franz Mück bescheinigte ihm, einen „sensationellen Kampf“ geliefert zu haben. Laut Medien soll Blin rund 150.000 DM Gage für den vor 2000 Zuschauern ausgetragenen Kampf erhalten haben. 1971 boxte Blin wieder um den EM-Titel, erneut musste er dafür im Ausland antreten, und zwar in London. Sein Gegner war der Brite Joe Bugner, Blins Gage lag bei 90.000 DM. Bugner und Blin gingen vor 5000 Zuschauern über 15 Runden, Bugner gewann nach Punkten, gefeiert wurde von den britischen Zuschauern nach dem Kampf jedoch der Deutsche, obwohl er nicht Opfer eines Fehlurteils geworden war. Blin zog sich im Verlauf des verbissen geführten Duells eine Verletzung an der linken Hand zu, dem Deutschen gelang es nicht, sich einen großen Punktvorteil herauszuarbeiten, der den Heimvorteil zunichtegemacht hätte.

Sein bekanntester Kampf fand am 26. Dezember 1971 statt: Er traf in der Schweiz auf Muhammad Ali, der neun Monate zuvor seine erste Niederlage gegen Joe Frazier hatte hinnehmen müssen. Blin verlor den Kampf im Hallenstadion Zürich vor 8000 Zuschauern, für den er mit einer Gage von 180.000 DM entlohnt wurde, durch K.o. in der siebten Runde. Blin, der beherzt angriff, wurden gegen Ali ein mutiger Kampf und eine starke Leistung bescheinigt, mit der er seinen Anspruch auf einen Europameistertitel untermauert habe. Blin, der gegen den US-Amerikaner die erste K.o.-Niederlage seiner Laufbahn als Berufsboxer hinnehmen musste, habe viel Mut, sei schnell und habe ihn zweimal empfindlich getroffen, schätzte Ali die Leistung des Deutschen ein.

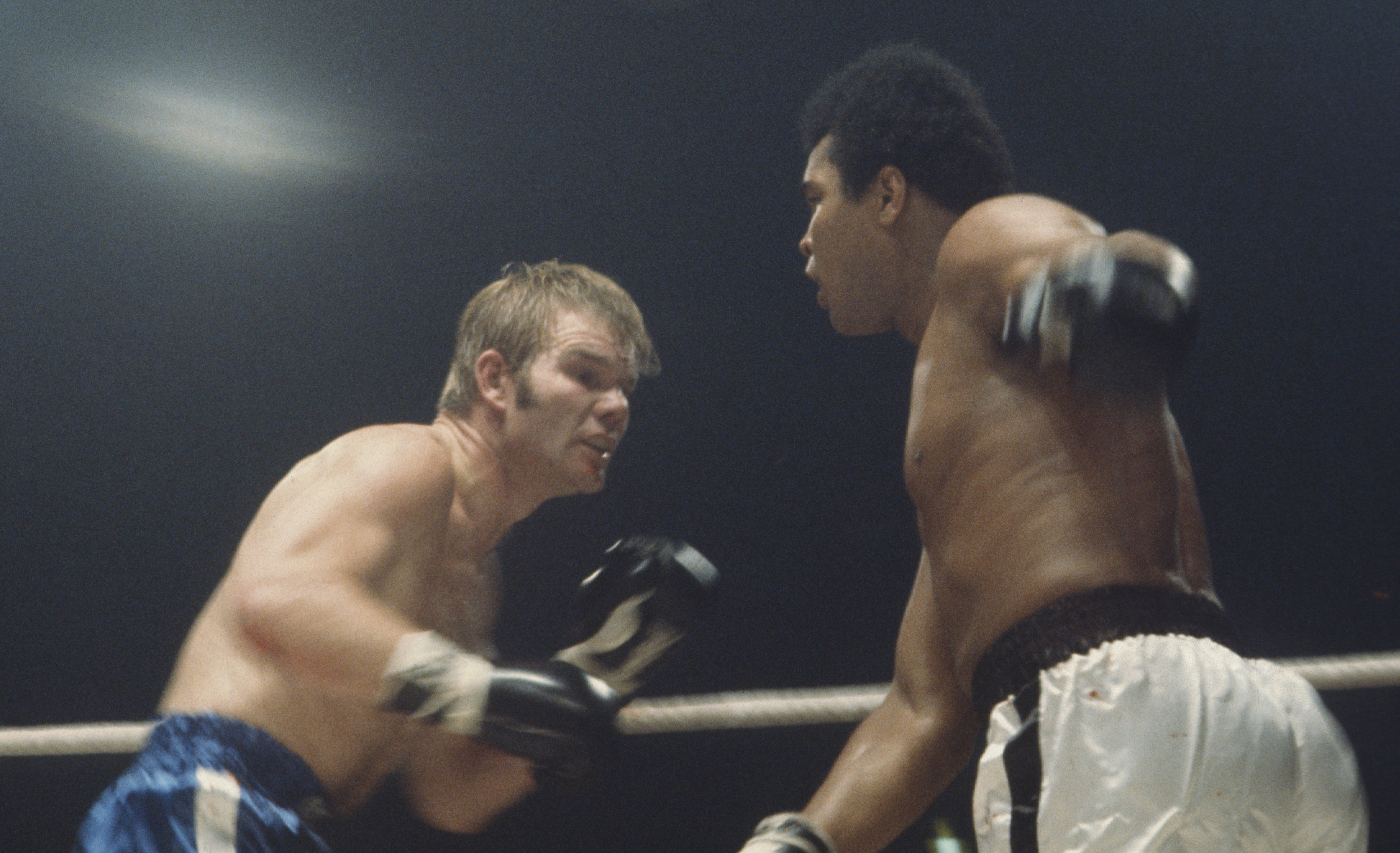
Muhammad Ali gegen Jürgen Blin am 26. Dezember 1971 im Zürcher Hallenstadion

Blin boxte nach der Niederlage gegen Ali im Mai 1972 wieder, dabei stand erstmals Karl Hesse als sein Trainer in der Ringecke. Blin gewann den Kampf in der Hamburger Ernst-Merck-Halle gegen Charly Chase durch Abbruch in der fünften Runde, nachdem der Kanadier von einer Rechten Blins getroffen worden war. „Blins Rechte so explosiv wie nie“, meldete das Hamburger Abendblatt.
Im Juni 1972 gelang ihm sein größter sportlicher Erfolg, als er gegen Urtain den Europameistertitel gewinnen konnte. Ausgetragen wurde der Kampf vor 10.000 Zuschauern im Sportpalast von Madrid. Blin, der anschließend als „Deutschlands bester und vor allem härtester Berufsboxer“ bezeichnet wurde, gewann nach Punkten, er sicherte sich den Sieg insbesondere dank einer starken Schlussphase, in der „dieser Dickschädel aus Schleswig-Holstein weit über sich hinauswuchs“, wie das Hamburger Abendblatt schrieb. Sich während des Kampfes, insbesondere in der zehnten Runde, bietende Gelegenheiten, das Duell vorzeitig zu entscheiden, vermochte Blin nicht zu nutzen. In der vierten Runde ging der Deutsche zu Boden und wurde angezählt.
Den EM-Titel musste Blin nach einer K.o.-Niederlage gegen Bugner schon in seiner ersten Titelverteidigung wieder abgeben. Im Anschluss an die Niederlage gegen Bugner gab Blin im Oktober 1972 seinen Rücktritt vom Boxsport bekannt. Ihm sei klar geworden, dass er mit seinen boxerischen Mitteln alles erreicht habe, was er habe erreichen könne, begründete Blin seine Entscheidung. Es sei der richtige Zeitpunkt aufzuhören, da er noch gesund sei und er keine materiellen Sorgen habe, so Blin im Oktober 1972.
Blin kehrte aber in den Ring zurück. Im Februar 1973 bezwang er in Kiel Danny Machado. Nach Einschätzung des Hamburger Abendblatts misslang Blins Rückkehr trotz des Sieges. Der Kampf wurde von den Zuschauern mit „Aufhören!“-Rufen begleitet. Gegen den als schlagstark bekannten US-Amerikaner Ron Lyle verlor er im Oktober 1973 in Denver durch Abbruch in der zweiten Runde. Blin erhielt für den Kampf 45.000 DM. Nach Einschätzung von Berichterstatter Hermann Rüping handelte es sich um ein „Trauerspiel“ und stellte Blin für das Geld „seinen untadeligen Ruf als Sportler“ in Frage. Danach beendete Jürgen Blin endgültig seine Karriere.
Noch 2021 war Blin als Trainer tätig.
Jürgen Blin starb am 7. Mai 2022 im Alter von 79 Jahren nach kurzer Krankheit an Nierenversagen im Krankenhaus St. Adolf-Stift in Reinbek. Er hinterließ zwei Söhne und seine Lebensgefährtin.

#### Erfolge
- 5-maliger Hamburger Meister
- Deutscher Amateurmeister (1964)
- Europameister (1972)

### Leben neben der Boxkarriere
Nach seiner Zeit als Profisportler eröffnete Blin einige Imbissbuden und besaß Immobilien. Nach seiner Scheidung ging er eine Bürgschaft ein, durch die er fast sein gesamtes Vermögen verlor. Von 1974 bis 1978 betrieb er eine Kneipe am Berliner Tor; von 1978 bis 2012 (Jürgen Blin’s Bier- & Snackbar) in den Süd-Katakomben des Hamburger Hauptbahnhofs. In der Gaststätte stellte er Erinnerungsstücke seiner Boxlaufbahn aus, an den Wänden hingen Lichtbilder einiger seiner Kämpfe. Als Trainer war Blin unter anderem im Boxstall von Erol Ceylan tätig, er gab seine Boxfachkenntnis zudem in Zusammenarbeit mit einer Kirchengemeinde in kostenlosen Übungsstunden an Jugendliche weiter.
In dem 2019 entstandenen deutschen Spielfilm Gipsy Queen von Hüseyin Tabak verkörperte Jürgen Blin den Boxtrainer Jürgen, der die Protagonistin Ali (gespielt von Alina Şerban) betreut.

### Sonstiges
Jürgen Blin hatte mit seiner später geschiedenen Ehefrau Annegret drei Söhne. Knut Blin († 2004) war ebenfalls Profiboxer, zeitweise wurde er von seinem Vater als Trainer betreut. Dessen Zwilling Jörg und der älteste Sohn Frank stiegen ins Gastgewerbe ein, Frank baute in Norddeutschland unter anderem mehrere Wirtshäuser auf und wurde Betreiber der Skihalle in Bispingen. Blins Enkel Joscha bestritt im Dezember 2021 seinen ersten Kampf als Berufsboxer.
Ab 1985 versuchte Blin, den Hamburger Boxverein BC Sportmann als Vorsitzender wiederaufzubauen und veranstaltete Anfang Februar 1986 für den Verein einen Boxabend im St. Pauli Theater, bei dem auch sein Sohn Knut antrat.
ARD-Moderator Waldemar Hartmann erklärte Jürgen Blin bei der Anmoderation des Walujew-WM-Kampfes am 20. Januar 2007 in Basel live vor 7,43 Millionen TV-Zuschauern fälschlicherweise für tot.
2020 gewann Blin 1,7 Millionen Euro im Lotto, ein Teil des Gewinns wurde ihm bei einem Einbruch in sein Haus gestohlen.